# Hexatoma (Eriocera) subpaenulata
Hexatoma (Eriocera) subpaenulata is een tweevleugelige uit de familie steltmuggen (Limoniidae). De soort komt voor in het Oriëntaals gebied.